# Cavallirio
Cavallirio (piemontesisch Cavalij, im lokalen Dialekt Cavalin oder Cavaliri) ist eine Gemeinde mit 1272 Einwohnern (Stand 31. Dezember 2023) in der italienischen Provinz Novara (NO), Region Piemont.
Die Gemeinde besteht aus den Ortsteilen Stoccada und Polera. Die Nachbargemeinden sind Boca, Cureggio, Fontaneto d’Agogna, Prato Sesia und Romagnano Sesia. Der Schutzheilige des Ortes ist San Gaudenzio.

## Geographie
Der Ort liegt auf einer Höhe von 367 m über dem Meeresspiegel.
Das Gemeindegebiet umfasst eine Fläche von 8,08 km².